# Larry Peerce
Lawrence „Larry“ Peerce (geboren am 19. April 1930 in der Bronx, New York City) ist ein US-amerikanischer Fernsehregisseur.

## Leben
Peerce wurde 1930 als Sohn des Opernsängers Jan Peerce und dessen Frau geboren. Als Regisseur arbeitete er hauptsächlich in den Genres Western und Drama. Seine frühen Werke wurden sowohl beim Publikum als auch bei Kritikern gut aufgenommen. Filme wie Ruf nicht zu laut und Zum Teufel mit der Unschuld wurden mehrfach nominiert oder ausgezeichnet. 1968 erhielt Peerce beim Festival Internacional de Cine de Mar del Plata eine Auszeichnung für den Film Incident ... und sie kannten kein Erbarmen. In den folgenden Jahrzehnten wurde sein Schaffen jedoch gemischter wahrgenommen. 2003 beendete er seine Arbeit.

## Filmografie (Auswahl)
- 1964: Ruf nicht zu laut (One Potato, Two Potato)
- 1965–1966: Geächtet (Branded, Fernsehserie, 7 Episoden)
- 1966: The Big T.N.T. Show
- 1966: The Green Hornet (Fernsehserie, 2 Episoden)
- 1966: Batman (Fernsehserie, 6 Episoden)
- 1966: Die Monroes (The Monroes, Fernsehserie, 2 Episoden)
- 1967: Incident (The Incident)
- 1967: Dick Tracy (Fernsehfilm)
- 1967–1968: Der Strafverteidiger (Judd, for the Defense, Fernsehserie, 2 Episoden)
- 1969: Zum Teufel mit der Unschuld (Goodbye, Columbus)
- 1971: The Sporting Club
- 1972: A Separate Peace
- 1973: Die Rivalin (Ash Wednesday)
- 1974: Zur Adoption freigegeben (The Stranger Who Looks Like Me, Fernsehfilm)
- 1975: Die Kehrseite der Medaille (The Other Side of the Mountain)
- 1975: The Ghost Busters (Fernsehserie, 7 Episoden)
- 1976: Zwei Minuten Warnung (Two-Minute Warning)
- 1978: The Other Side of the Mountain Part 2
- 1979: The Bell Jar
- 1980: Warum sollte ich lügen? (Why Would I Lie?)
- 1982: Liebe hinter Gittern (Love Child)
- 1983: I Take These Men (Fernsehfilm)
- 1984: Hard to Hold – Keine Zeit für Zweisamkeit (Hard to Hold)
- 1985: Die Liebe siegt (Love Lives On, Fernsehfilm)
- 1986: Top Missile (The Fifth Missile, Fernsehfilm)
- 1987: Prison for Children (Fernsehfilm)
- 1988: Elvis und ich (Elvis and Me, Fernsehfilm)
- 1989: Belushi – Wired (Wired)
- 1989: Stadt der Spieler (The Neon Empire, Fernsehfilm)
- 1990: Nenn mich nicht Nigger … (The Court-Martial of Jackie Robinson, Fernsehfilm)
- 1990: Mit dem Essen kam der Tod (Menu for Murder, Fernsehfilm)
- 1992: Als Baby mißbraucht (Child of Rage, Fernsehfilm)
- 1993: Heißes Eis (Poisoned by Love: The Kern County Murders, Fernsehfilm)
- 1994: Fackeln im Sturm (Heaven and Hell, Fernsehserie, 3 Episoden)
- 1994: Flammende Leidenschaft (A Burning Passion: The Margaret Mitchell Story, Fernsehfilm)
- 1995: Verführerische Rache (An Element of Truth, Fernsehfilm)
- 1996: Entführt aus Leidenschaft (The Abduction, Fernsehfilm)
- 1996: Und täglich grüßt der Weihnachtsmann (Christmas Every Day, Fernsehfilm)
- 1997: Amor In Love – Gut gezielt ist gleich verliebt (Love-Struck, Fernsehfilm)
- 1999: Man of Miracles – Ein selbstloser Retter (Holy Joe, Fernsehfilm)
- 1999: Absturz – Leben nach der Katastrophe (A Secret Life, Fernsehfilm)
- 1999–2003: Ein Hauch von Himmel (Touched by an Angel, Fernsehserie, 11 Episoden)
- 2001: Schon wieder Flitterwochen (Second Honeymoon, Fernsehfilm)

## Auszeichnungen
- 1964: Goldene Palme: nominiert für Ruf nicht zu laut
- 1968: Festival Internacional de Cine de Mar del Plata: ausgezeichnet für Incident ... und sie kannten kein Erbarmen
- 1970: Directors Guild of America: nominiert für Zum Teufel mit der Unschuld